# Lem Billings
 (octobre 2022).
La mise en forme du texte ne suit pas les recommandations de Wikipédia : il faut le « wikifier ».
Les points d'amélioration suivants sont les cas les plus fréquents :
- Les titres sont pré-formatés par le logiciel. Ils ne sont ni en capitales, ni en gras.
- Le texte ne doit pas être écrit en capitales (les noms de famille non plus), ni en gras, ni en italique, ni en « petit »…
- Le gras n'est utilisé que pour surligner le titre de l'article dans l'introduction, une seule fois.
- L'italique est rarement utilisé : mots en langue étrangère, titres d'œuvres, noms de bateaux, etc.
- Les citations ne sont pas en italique mais en corps de texte normal. Elles sont entourées par des guillemets français : « et ».
- Les listes à puces sont à éviter, des paragraphes rédigés étant largement préférés. Les tableaux sont à réserver à la présentation de données structurées (résultats, etc.).
- Les appels de note de bas de page (petits chiffres en exposant, introduits par l'outil «  Source ») sont à placer entre la fin de phrase et le point final[comme ça].
- Les liens internes (vers d'autres articles de Wikipédia) sont à choisir avec parcimonie. Créez des liens vers des articles approfondissant le sujet. Les termes génériques sans rapport avec le sujet sont à éviter, ainsi que les répétitions de liens vers un même terme.
- Les liens externes sont à placer uniquement dans une section « Liens externes », à la fin de l'article. Ces liens sont à choisir avec parcimonie suivant les règles définies. Si un lien sert de source à l'article, son insertion dans le texte est à faire par les notes de bas de page.
- La présentation des références doit suivre les conventions bibliographiques. Il est recommandé d'utiliser les modèles {{Ouvrage}}, {{Chapitre}}, {{Article}}, {{Lien web}} et/ou {{Bibliographie}}. Le mode d'édition visuel peut mettre en forme automatiquement les références.
- Insérer une infobox (cadre d'informations à droite) n'est pas obligatoire pour parachever la mise en page.

Pour une aide détaillée, merci de consulter Aide:Wikification.
Si vous pensez que ces points ont été résolus, vous pouvez retirer ce bandeau et améliorer la mise en forme d'un autre article.
Pour les articles homonymes, voir Billings.
Kirk LeMoyne « Lem » Billings (né le 15 avril 1916 et mort le 28 mai 1981) est un homme d'affaires américain connu pour son amitié étroite et de longue date avec John F. Kennedy et la famille Kennedy. Billings était un colocataire de l'école préparatoire de Kennedy, un huissier à son mariage et un militant pour sa candidature présidentielle réussie en 1960. Joseph Kennedy Sr. l'appelait « mon deuxième fils » et il servait parfois d'escorte à plusieurs des femmes Kennedy. Billings a servi avec Sargent Shriver en tant que fiduciaire des fiducies de la famille Kennedy.

## Jeunesse
Lem Billings est né à Pittsburgh, en Pennsylvanie, le 15 avril 1916, troisième enfant de Frederic Tremaine Billings (1873–1933) et de Romaine LeMoyne (1882–1970). Son père était un éminent médecin et diplômé de l'Académie navale des États-Unis. Sa mère était une descendante de Mayflower et son arrière-grand-père Francis Julius LeMoyne était un éminent abolitionniste lié au chemin de fer clandestin qui a aidé à établir ce qui est aujourd'hui connu sous le nom de LeMoyne-Owen College.[1] La famille Billings était composée d'épiscopaliens et de républicains.[2]
Billings, un étudiant de troisième année de 16 ans, et Kennedy, un étudiant de deuxième année de 15 ans, se sont rencontrés à Choate, une école préparatoire d'élite, à l'automne 1933. À l'adolescence, Billings mesurait 1,87m, pesait 79 kg et était le membre le plus fort de l'équipage de Choate. Muckers". [4] Les Muckers faisaient des farces autour de l'école et prévoyaient même de jeter du fumier de cheval dans le gymnase de l'école, mais cela a échoué après que le directeur l'a découvert. [4] La première visite de Billings avec la famille Kennedy était pour Noël. à Palm Beach en 1933, après cela, il les rejoignit pour des vacances, participa à des événements familiaux et fut traité comme un membre de la famille. La dépression avait nui financièrement à la famille Billings et Lem Billings était à Choate grâce à une bourse. Billings répéta sa dernière année afin que lui et Kennedy puissent obtenir leur diplôme de Choate ensemble en 1935.
À l'été 1937, Lem Billings et Kennedy font un voyage d'été à travers l'Europe qui a solidifié leur amitié.
En 1939, Lem Billings est diplômé de Princeton où il s'est spécialisé en art et architecture[5] et a rédigé sa thèse principale sur Tintoretto.[6][7]
En 1941, Lem Billings  échoue aux tests médicaux requis par l'armée.[8] En 1942, soutenu par une recommandation de Joseph Kennedy Sr., le père de son ami, qui l'appelait "mon deuxième fils", il est admis à l'American Ambulance Field Service, où sa mauvaise vue n'était pas une disqualification.[9] Il a vu l'action en Afrique du Nord en 1942–43.[10] En 1944, il reçoit une commission dans la Réserve navale américaine et servit dans le Pacifique Sud jusqu'à sa libération en 1946.[11]
Après avoir travaillé sur la campagne réussie de Kennedy pour le Congrès en 1946, Billings visite sept pays d'Amérique latine avec Robert F. Kennedy.[12]

## Carrière
De 1946 à 1948, Billings fréquente la Harvard Business School et a obtient un MBA.[13] Il a ensuite occupé plusieurs emplois, notamment celui de vendre des distributeurs de Coca-Cola à des pharmacies et de travailler dans un magasin de chaussures général. En tant que vice-président de la Emerson Drug Company à Baltimore, il est responsable de l'invention de la boisson à la mode des années 1950 Fizzies en ajoutant une saveur de fruit pour masquer le goût du citrate de sodium.[14] En 1958, il rejoint la société de publicité de Manhattan Lennen & Newell[15] en tant que directeur de la publicité.[16]
Le 12 septembre 1953, Billings était huissier au mariage de Kennedy et Jacqueline Lee Bouvier.[17] En 1956, il était huissier au mariage de la sœur de Kennedy, Jean, avec Stephen Edward Smith.[18]
En 1960, en congé de son travail, il travaille sur la campagne présidentielle de Kennedy. Il gère la campagne dans le troisième district du Congrès dans la primaire du Wisconsin, puis a servi de dépanneur général et de coordinateur de la télévision dans la primaire de Virginie-Occidentale.[19]

### Administration Kennedy

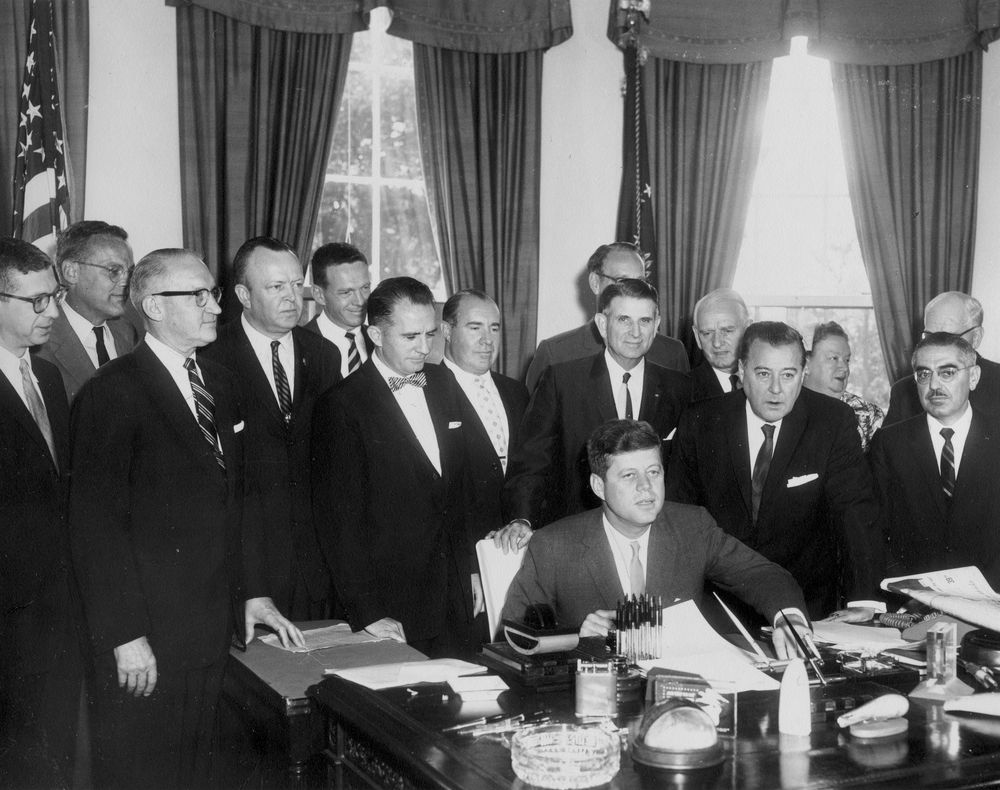
Billings (deuxième à gauche) à la Maison Blanche alors que Kennedy signe une loi créant le United States Travel Service

En 1961, Billings décline l'offre de Kennedy de le nommer premier chef du Peace Corps, directeur d'une nouvelle agence de promotion du tourisme, le US Travel Service, ou ambassadeur au Danemark.[20] Il a déclaré plus tard : "J'ai réalisé que je ne voulais pas travailler pour le président - parce que je sentais que cela changerait notre relation." [21] En septembre 1961, il a accepté une nomination au conseil d'administration du futur Centre culturel national. , qui devint plus tard le Kennedy Center.[21][22] L'année suivante, Kennedy l'a nommé à un conseil d'administration pour planifier la participation de l'Amérique à l'Exposition universelle de New York de 1964–5.[23] Il a représenté le président lorsque l'association des anciens a dévoilé le portrait de Kennedy à Choate en mai 1963.[24]
Billings a visité la Maison Blanche la plupart des week-ends sous l'administration Kennedy. Lorsqu'un majordome a commenté le fait que Billings laissait ses affaires dans l'une des chambres d'amis du troisième étage, la Première Dame a répondu : "Il est mon invité depuis que je suis mariée."[25]: 244  Parfois, il restait plus longtemps périodes.[26] Lorsque la Première Dame était absente, Billings organisait des dîners à la Maison Blanche pour le président et de vieux amis, [27] et lorsque le président voyageait, il tenait compagnie à la Première Dame.[28] Un assistant présidentiel a déclaré plus tard que "certaines personnes l'ont tellement vu qu'elles pensaient qu'il appartenait aux services secrets." [27] Billings n'a jamais eu de laissez-passer pour la Maison Blanche et a déclaré: "Jack et Jackie étaient si gentils à ce sujet que je n'ai même pas Je dois leur dire si j'allais ou j'allais. » [29] L'historienne Sally Bedell Smith l'a comparé à Leonard Zelig, un personnage quelconque du film de Woody Allen de 1983 qui est toujours présent au dernier rang lors d'événements majeurs. [28] Il s'est assis avec la famille du président lors de l'inauguration de Kennedy et a marché non loin derrière sa veuve lors des funérailles de Kennedy.[30]
La presse a fréquemment rendu compte de sa présence lors d'événements familiaux Kennedy, comme l'arrivée des enfants Kennedy à Washington en février 1961.[31] Il a accompagné le président à l'église, [32] a lancé un cerf-volant pour la fille du président Caroline, [33] et a livré des hamsters de compagnie aux enfants Kennedy.[34] Il a rejoint l'entourage du président pour ses tournées en Europe en 1961 et 1963.[35] En 1962, il a escorté deux des sœurs du président, Eunice Shriver et Jean Kennedy Smith, à travers l'Europe pendant plus de deux semaines.[36] Lorsque les Kennedy ont passé le week-end à Glen Ora, leur domaine de Virginie, Jacqueline Kennedy a invité Billings à les rejoindre plus souvent que le président. Elle avait besoin de Billings pour tenir compagnie au président pendant qu'elle faisait de l'équitation.[37]
Le rôle de Billings en tant que "premier ami" a été évalué par de nombreux observateurs à l'époque et depuis. Ted Sorensen l'appelait "un admirateur - presque un admirateur flatteur - de son ami". plutôt personnellement. Bientôt, j'ai découvert qu'il regardait avec la même méfiance quiconque dont l'amitié avec JFK était postérieure à la sienne."[38] Un autre a déclaré: "Les membres du personnel du président le considéraient comme un" vieux meuble pratique "."[ 39]
La plupart ont reconnu que Billings et Kennedy étaient des amis de jeunesse et n'ont pas remis en question leur relation ou la présence de Billings. Ben Bradlee, un ami de Kennedy qui a travaillé à Newsweek sous l'administration Kennedy, et aucun ami de Billings, [40] a déclaré "qu'ils étaient des amis d'enfance et qu'ils sont restés fidèles l'un à l'autre pour toujours". Billings, dit-il, "avait une jalousie naturelle. Il ne voulait pas partager son amitié avec Jack."[41] Gore Vidal, qui a été banni de la Maison Blanche après une altercation avec Billings, [42] a été critique de Billings[43], mais pensait également que Billings jouait un rôle important en tant qu'assistant de Kennedy, qui était souvent malade ou souffrant. "Il avait besoin de Lem Billings pour se déplacer - mieux qu'une infirmière qualifiée", ce qui aurait rendu sa carrière politique impossible. Vidal pensait que Jacqueline Kennedy pensait que Billings "était une sorte de rien... mais Jack avait besoin de lui et elle était pratique." [44]
Beaucoup témoignent de l'esprit de Billings et de sa capacité à aider le président à se détendre. Il a décrit une fois le manque de sens des affaires de la famille Kennedy : "Écouter les frères Kennedy parler d'affaires, c'était comme entendre des religieuses parler de sexe." [46] et, lors d'une tournée européenne, rassemblant rapidement une sélection d'œuvres d'art à présenter en cadeau.[47]
Billings passa moins de temps avec le président à l'automne 1963. Un de leurs amis pensait "que Jackie essayait de fermer Lem." [48] Billings passa le dernier week-end d'octobre 1963 avec le couple, la dernière fois qu'il les vit ensemble.[48] Billings a vu le président pour la dernière fois lorsqu'ils ont dîné à la Maison Blanche avec Greta Garbo le 13 novembre 1963, neuf jours avant l'assassinat du président à Dallas.[49]

## Vie privée
Des amis des années 1970 ont confirmé que Billings était homosexuel, mais pas ouvert à en discuter.[50] En 2006, revenant sur l'administration Kennedy, Ben Bradlee a déclaré : "Je suppose que l'on sait que Lem était gay... Cela m'a impressionné que Jack ait des amis homosexuels." [41] En même temps, il a admis que personne n'a jamais exprimé l'idée à haute voix pendant les années de la Maison Blanche de Kennedy. Red Fay, un ami du président de son service de la Seconde Guerre mondiale, a déclaré à propos de Billings : "Je n'ai rien vu d'ouvertement gay en lui ; je pense qu'il était neutre." [52] Un historien a écrit qu'après l'assassinat de Kennedy en 1963, Billings était : "probablement la plus triste des "veuves" Kennedy." Bien que les journaux mentionnent souvent la présence de Billings à des représentations officiels, ils l'identifient soit comme l'escort d'un membre de la famille Kennedy, soit l'incluent dans une liste d'amis Kennedy.[54] Billings avait sa propre chambre à la Maison Blanche.[4]
Certains historiens pensent que Billings a exprimé son intérêt sexuel pour Kennedy par écrit en 1934 et que Kennedy a repoussé ses avances.[55] Kennedy savait que le comportement homosexuel de Billings avait été révélé par un autre étudiant de Choate au cours de leurs années là-bas. Charles L. Bartlett, un journaliste qui a présenté Kennedy à Jacqueline Bouvier[57] et ami à la fois de Billings et de Kennedy, a décrit leur relation : « Lem était une présence stable pour Jack. La raison d'être de Lem était Jack Kennedy. Je pense qu'il est vrai qu'il n'avait pas d'opinions personnelles, comme certains l'ont dit. Il avait un esprit très indépendant. Il avait ses propres intérêts que Jack ne partageait pas nécessairement. Il n'avait certainement pas le même intérêt pour la politique. et les femmes que Jack avait." [58] Bien que Gore Vidal pensait que Billings n'était "absolument personne", il croyait aussi "c'était une bonne idée que Jack ait quelqu'un en qui il pouvait avoir confiance comme ça autour de lui". Il croyait que Billings aimait Kennedy.[44] "Jack a fait une grande différence dans ma vie", a déclaré Billings. "Grâce à lui, je n'ai jamais été seul. Il a peut-être été "la" raison pour laquelle je ne me suis jamais mariée."[59]

## Dernières années
En 1964, Billings est nommé pour sélectionner un mémorial à Kennedy à placer dans le Kennedy Center.[60] En 1965, Jacqueline Kennedy a invité Billings à l'accompagner, elle et ses enfants, en Angleterre pour le dévoilement d'un mémorial au président Kennedy à Runnymede.[59]
Il a escorté Jean Kennedy Smith, la sœur du président, à un ballet de gala en 1966[61] et Ethel Kennedy, la belle-sœur du président, à l'ouverture en 1971 du Kennedy Center.[62]
Après l'assassinat de Robert F. Kennedy en 1968, Billings devient déprimé et a commencé à boire de manière excessive, une dépendance qui l'a tourmenté pendant la majeure partie de sa vie.[63][25]: 505  Il a maintenu des liens étroits avec les Kennedy et leurs enfants pour le reste de sa vie, socialisant fréquemment avec Bobby Kennedy Jr., pour qui il est devenu presque un père de substitution, et Christopher Lawford.[64]
Le comportement de Billings a radicalement changé à la fin des années 1960. L'aîné des Kennedy a commencé à décourager les garçons de s'associer à Billings en raison de sa consommation excessive de drogues à des fins récréatives (y compris l'alcool).[63]
Billings a servi pendant de nombreuses années avec Sargent Shriver en tant que fiduciaire des fiducies familiales Kennedy, [65] travaillant depuis un bureau dans le bâtiment Pan Am. [64] Jacqueline Kennedy Onassis a inclus Billings comme invitée à une fête marquant les anniversaires de ses enfants Caroline (21e) et John Jr. (18e) en 1978.[66]
En 1987, l'historienne Doris Kearns Goodwin a décrit comment Billings a structuré ses entretiens avec lui. Elle devait soumettre des questions à l'avance. Billings a ensuite préparé des réponses et les lui a lues à haute voix.[67]

## Décès
Le 28 mai 1981, Billings est mort dans son sommeil à la suite d'une crise cardiaque dans son appartement de Manhattan.[68] Son dernier souhait était que les jeunes hommes de Kennedy portent son cercueil jusqu'à sa dernière demeure. Lorsqu'ils arrivèrent au cimetière, celui-ci était déjà en place pour être descendu. Les jeunes Kennedy ont pris le cercueil et l'ont transporté autour de la tombe avant de le remettre sur le terrain d'inhumation.[68] Il est enterré au cimetière d'Allegheny à Pittsburgh, en Pennsylvanie.[69]

## Littérature
- John F. Kennedy ; Kirk LeMoyne Billings : Das geheime Tagebuch : Europa 1937, Oliver Lubrich (Hrsg.), Wien : DVB Verlag, 2021,  (ISBN 978-3-903244-18-4)

- Jack et Lem - John F. Kennedy et Lem Billings - L'histoire inédite d'une amitié extraordinaire , David Pitts, New York, Da Capo Press, 2007,  (ISBN 978-0-78671-989-1)

- Jackie et moi: un roman , Louis Bayard, Workman Publishing, New York, 2022,  (ISBN 978-1-64375-035-4)

## Sources
- Peter Collier et David Horowitz, The Kennedys: An American Drama (San Francisco: Encounter Books, 2002)
- Nigel Hamilton, JFK: Reckless Youth (NY: Random House, 1992)
- David Michaelis, The Best of Friends: Profiles of Extraordinary Friendships (NY: Morrow, 1983)
- Geoffrey Perret, Jack: A Life Like No Other (NY: Random House, 2002)
- Sally Bedell Smith, Grace and Power: The Private World of the Kennedy White House (NY: Random House, 2004)
- David Pitts, Jack and Lem: The Untold Story of an Extraordinary Friendship (NY: Carroll & Graf, 2007),  (ISBN 978-0-7867-1989-1)
- Gore Vidal, Palimpsest (NY: Random House, 1995)